# Liga Mistrzów AFC (2023/2024)/Grupa H
W Grupie H Ligi Mistrzów AFC 2023/2024 brały udział następujące zespoły:
- Melbourne City FC
- Zhejiang FC
- Ventforet Kōfu
- Buriram United FC

## Tabela
| Reprezentacja     | M | W | R | P | Br+ | Br- | +/- | Pkt. |
| ----------------- | - | - | - | - | --- | --- | --- | ---- |
| Ventforet Kōfu    | 6 | 3 | 2 | 1 | 7   | 3   | +4  | 11   |
| Melbourne City FC | 6 | 2 | 3 | 1 | 2   | 3   | -1  | 9    |
| Zhejiang FC       | 6 | 2 | 1 | 3 | 5   | 7   | -2  | 7    |
| Buriram United FC | 6 | 2 | 0 | 4 | 6   | 7   | -1  | 6    |

## Wyniki
| 20 września 2023 12:00 CET | Buriram United FC · Doumbouya 17' · Čaušić 22' (k), 45' · Hemviboon 57' | 4:1(3:1)Raport | Zhejiang FC · 45+8' Souza | Chang Arena, Buri Ram Widzów: 20 635 Sędzia: Nazmi Nasaruddin |
|                            |                                                                         |                |                           |                                                               |

| 20 września 2023 12:00 CET | Melbourne City FC | 0:0(0:0)Raport | Ventforet Kōfu | Melbourne Rectangular Stadium, Melbourne Widzów: 3 245 Sędzia: Salman Ahmad Falahi |
|                            |                   |                |                |                                                                                    |

| 4 października 2023 12:00 CET | Ventforet Kōfu · Hasegawa 90' | 1:0(0:0)Raport | Buriram United FC | Stadion Narodowy, Tokio Widzów: 11 802 Sędzia: Akhror Riskulloev |
|                               |                               |                |                   |                                                                  |

| 4 października 2023 14:00 CET | Zhejiang FC · Souza 19' (k) | 1:2(1:2)Raport | Melbourne City FC · 4' Behich · 17' Caputo | Huizhou Olympic Stadium, Huizhou Widzów: 18 798 Sędzia: Hanna Hattab |
|                               |                             |                |                                            |                                                                      |

| 25 października 2023 12:00 CET | Zhejiang FC · Possignolo 9' · Mushekwi 58' | 2:0(1:0)Raport | Ventforet Kōfu | Huizhou Olympic Stadium, Huizhou Widzów: 9 721 Sędzia: Kim Jong-hyeok |
|                                |                                            |                |                |                                                                       |

| 25 października 2023 12:00 CET | Buriram United FC | 0:2(0:2)Raport | Melbourne City FC · 22' Lopane · 41' Maclaren | Chang Arena, Buri Ram Widzów: 17 265 Sędzia: Omar Mohamed Al-Ali |
|                                |                   |                |                                               |                                                                  |

| 8 listopada 2023 10:00 CET | Melbourne City FC | 0:1(0:0)Raport | Buriram United FC · 86' (k) Čaušić | Melbourne Rectangular Stadium, Melbourne Widzów: 2 472 Sędzia: Majed Al-Shamrani |
|                            |                   |                |                                    |                                                                                  |

| 8 listopada 2023 11:00 CET | Ventforet Kōfu · Utaka 18' · Getúlio 45+2' · Sekiguchi 58' · Torikai 89' | 4:1(0:0)Raport | Zhejiang FC · 50' (k) Souza | Stadion Narodowy, Tokio Widzów: 12 256 Sędzia: Khamis Al-Marri |
|                            |                                                                          |                |                             |                                                                |

| 29 listopada 2023 11:00 CET | Ventforet Kōfu · Inoue 8' · Torikai 43' · Miyazaki 85' | 3:3(2:1)Raport | Melbourne City FC · 5' Talbot · 59' Arslan · 64' Jakoliš | Stadion Narodowy, Tokio Widzów: 15 877 Sędzia: Mouood Bonyadifar |
|                             |                                                        |                |                                                          |                                                                  |

| 29 listopada 2023 13:00 CET | Zhejiang FC · Souza 27' · Andrijašević 77' · Possignolo 83' | 3:2(1:1)Raport | Buriram United FC · 8' Vučkić · 87' Doumbouya | Huizhou Olympic Stadium, Huizhou Widzów: 8 918 Sędzia: Ilgiz Tantashev |
|                             |                                                             |                |                                               |                                                                        |

| 12 grudnia 2023 10:30 CET | Melbourne City FC · Arslan 54' | 1:1(0:0)Raport | Zhejiang FC · 90+9' Mushekwi | Princes Park, Melbourne Widzów: 2 487 Sędzia: Kim Hee-gon |
|                           |                                |                |                              |                                                           |

| 12 grudnia 2023 10:00 CET | Buriram United FC · Boodjinda 48' · Čaušić 55' (k) | 2:3(0:3)Raport | Ventforet Kōfu · 24' Hasegawa · 38', 43' Utaka | Chang Arena, Buri Ram Widzów: 15 563 Sędzia: Abdullah Jamali |
|                           |                                                    |                |                                                |                                                              |

## Strzelcy

### 4 gole
- Léo Souza (Zhejiang FC)
- Goran Čaušić (Buriram United FC)

### 3 gole
- Peter Utaka (Ventforet Kōfu)

### 2 gole
- Lucas Possignolo (Zhejiang FC)
- Lonsana Doumbouya (Buriram United FC)
- Motoki Hasegawa (Ventforet Kōfu)
- Yoshiki Torikai (Ventforet Kōfu)
- Tolgay Arslan (Melbourne City FC)
- Nyasha Mushekwi (Zhejiang FC)

### 1 gol
- Aziz Behich (Melbourne City FC)
- Max Caputo (Melbourne City FC)
- Alessandro Lopane (Melbourne City FC)
- Jamie Maclaren (Melbourne City FC)
- Callum Talbot (Melbourne City FC)
- Getúlio (Ventforet Kōfu)
- Franko Andrijašević (Zhejiang FC)
- Marin Jakoliš (Melbourne City FC)
- Shion Inoue (Ventforet Kōfu)
- Jumma Miyazaki (Ventforet Kōfu)
- Masahiro Sekiguchi (Ventforet Kōfu)
- Haris Vučkić (Buriram United FC)
- Arthit Boodjinda (Buriram United FC)
- Pansa Hemviboon (Buriram United FC)